# Czukuczan chiński
Czukuczan chiński (Myxocyprinus asiaticus) – gatunek słodkowodnej ryby karpiokształtnej, jeden z dwóch azjatyckich przedstawicieli rodziny czukuczanowatych (Catostomidae) – drugim jest czukuczan biały (Catostomus commersoni).
Czukuczan chiński żyje w dorzeczu Jangcy w południowo-wschodnich Chinach. Kształt ciała tej ryby jest specyficzny, wręcz trójkątny. Charakteryzuje je bardzo duża i wysoka płetwa grzbietowa. Ciało ma srebrzysto-czarny lub pomarańczowo-czarny kolor. Czukuczan żyje przy dnie, żywi się zwierzętami bentosowymi oraz glonami. W obliczu zagrożenia zagrzebuje się w mule.
W warunkach naturalnych osiąga długość około 60 cm. W akwariach znacznie mniejszy.